# Били, Исмаэль
Исмаэль Били (фр. Ismaël Billy, 14 ноября 1987, Лион — французский поэт, тенор.

## Творчество и признание
Поэт и тенор Исмаэль Били родился в Лионе 14 ноября 1987 г. Являясь членом Парижского Дома Писателей, он опубликовал «Расцвет» («Efflorescence») в 2013 году.
Участвовал в создании коллективного произведения «Живые Языки» в издательстве Ланскин (Lanskîne) при соучастии Severine Daucourt-Fridriksson и Lysiane Rakotoson.
Опубликовал поэтический сборник «Сибирская Любовь» в 2018 в издательстве «Cygne», за что получил от журнала «Cause Littéraire» приз «Лучшее Поэтическое Произведение Года».
B 2019 году опубликовал в издании «Cygne» «Selenastreau» поэтические сказки для детей.
Представлен среди 20 поэтов нашего времени в монументальной картине (10х1,50 метров) Софи Брасарт (Sophie Brassart), представленной в 2018 году.
Выступал в Театре Елисейских Полей в спектакле «Лебединое Озеро» постановщиков Nicolas Le Riche и Clairemarie Osta.
Участвует в создании сборника «Лебединая Песнь» в издательстве «Cygne».